# Macaranga rhizinoides
Macaranga rhizinoides là một loài thực vật có hoa trong họ Đại kích. Loài này được (Blume) Müll.Arg. mô tả khoa học đầu tiên năm 1866.